# Shmuel Eisenstadt
Shmuel Noah Eisenstadt (Varsóvia, 10 de setembro de 1923 — Jerusalém, 2 de setembro de 2010) foi um sociólogo israelense. Em 1959 foi-lhe atribuído um cargo de professor na Faculdade de Sociologia da Universidade Hebraica de Jerusalém. Tornou-se professor emérito em 1990. Foi professor convidado em várias universidades, dentre as quais a Universidade de Chicago, Harvard, Universidade de Zurique, Universidade de Viena, Universidade de Berna, Stanford e Universidade de Heidelberg. 
Foi especialmente influenciado por Max Weber e Martin Buber.
Foram-lhe atribuídos numerosos prémios, entre os quais o prémio Balzan Prize, o prémio de pesquisa Max Planck e em 2006 o "Holberg International Memorial Prize". Foi membro de várias academias, incluindo a Academia Americana de Artes e Ciências.

## Contribuição
No campo da sociologia, ele ficou conhecido como um "sociólogo da juventude" (após um termo em From Generation to Generation, uma obra intimamente relacionada às idéias de Talcott Parsons). Contudo:
A pesquisa de Eisenstadt contribuiu consideravelmente para a compreensão de que a tendência moderna de uma interpretação eurocêntrica do programa cultural desenvolvido no Ocidente é um modelo de desenvolvimento natural visto em todas as sociedades ... o modelo europeu é apenas um: foi apenas o mais antigo. Começou a tendência. Mas as reações sociais, seja nos EUA, Canadá, Japão ou no Sudeste Asiático ocorreram com reagentes culturais completamente diferentes. (Frankfurter Rundschau, 22 de março de 2000)
Eisenstadt contribuiu para a compreensão de culturas e civilizações. Como cientista social, "Eisenstadt se concentrou na interação entre os processos culturais e estruturais de mudança e nas tensões e antinomias inerentes, em vez de no processo uniforme de desenvolvimento"  Eisenstadt pesquisou amplos temas de mudança social, modernidades e civilizações. Um de seus argumentos é que "o fundamentalismo não é um fenômeno tradicional, mas moderno".
Eisenstadt resumiu seus pontos de vista dizendo "Tento entender qual foi a experiência histórica das grandes civilizações ... para tentar entender as principais dinâmicas dessas civilizações e como elas se tornaram sociedades modernas, como se modernizam e como desenvolvem diferentes culturas programas de modernidade".